# Nekrolog 1765
Nekrolog
◄◄
| ◄
| 1761
| 1762
| 1763
| 1764
| 1765 | 1766 | 1767 | 1768 | 1769 | ► | ►►
Weitere Ereignisse | Allgemeiner Nekrolog 1765
Die Beschreibung der verstorbenen Person sollte so kurz wie möglich gehalten sein und nur deren signifikante Tätigkeit(en) enthalten.
Neue Namen ggf. auch unter dem Geburts- und Sterbedatum, also etwa unter 1. Januar und im Geburts- und Sterbejahr (2024) eintragen (nur bei entsprechender großer Wichtigkeit). Für Beispiele siehe die schon vorhandenen Artikel.
Außerdem über die fünf zuletzt Verstorbenen, zu denen es einen ausreichend guten Artikel für eine Präsentation auf der Hauptseite gibt, nach der todesbedingten Überarbeitung der Artikel ggf. auch unter Wikipedia Diskussion:Hauptseite informieren und sie am besten auch in den anderen Wikipedia-Sprachversionen eintragen. Tipp: Regelmäßig bei news.google.de nach „ist tot“, „gestorben“ oder „verstorben“ suchen.
Wenn eine Person gestorben ist, gibt es viele Seiten zu dieser Person in der Wikipedia, die davon auch betroffen sind und entsprechend aktualisiert werden müssen. Beispiele: Namenübersichtsseite, Geburtsjahr, Geburtsort-Seiten und viele mehr.
Wie finde ich die betroffenen Seiten?
Im Suchfeld auf der linken Seite gibt man den Suchbegriff so ein: „Vorname Nachname“. Dann klickt man auf Volltext und alle Seiten mit entsprechendem Suchtext werden aufgerufen. Hier sieht man dann schnell, wo auch das Todesjahr Sinn macht oder sogar ein Teil des Artikels angepasst werden muss. Auch hilft das „Werkzeug“ auf der linken Seite sehr gut, um solche Seiten aufzufinden: „Links auf diese Seite“. Somit ist die Wikipedia wieder aktuell in allen Bereichen! Hinweis: bei Eintragung der Kategorie „Gestorben JAHR“ wird der Missbrauchsfilter 49 ausgelöst, was jedoch nicht schlimm ist. Siehe: Spezial:Missbrauchsfilter/49
Dies ist eine Liste von im Jahr 1765 verstorbenen bekannten Persönlichkeiten. Die Einträge erfolgen innerhalb der einzelnen Daten alphabetisch sortiert. Tiere sind im Nekrolog für Tiere zu finden.

## Januar
| Tag        | Name                                | Beruf, bekannt als | Alter | Beleg |
| ---------- | ----------------------------------- | --- | ----- | ----- |
| 4. Januar  | Robert Stadler                      | österreichischer Ordensgeistlicher, Abt des Schottenstiftes                                                           | 58    |       |
| 4. Januar  | Joseph Franz Xaver Dominik Stalder  | Schweizer Komponist                                                                                                   | 39    |       |
| 8. Januar  | Johann Gottfried Ohnefalsch Richter | Pfarrer und Historiker                                                                                                | 61    |       |
| 9. Januar  | Lucas Corthum                       | deutscher Jurist, Ratsherr und Bürgermeister in Hamburg                                                               | 76    |       |
| 10. Januar | Michael Kuen                        | deutscher katholischer Priester, Propst Stift der Regulierten Chorherren des heiligen Augustinus zu den Wengen in Ulm | 55    |       |
| 12. Januar | Johann Melchior Molter              | deutscher Komponist und Kapellmeister                                                                                 | 68    |       |
| 12. Januar | Wolf Wertheimer                     | bayerischer Hoffaktor                                                                                                 |       |       |
| 15. Januar | Carlmann Kolb                       | deutscher Komponist und Organist                                                                                      | 61    |       |
| 16. Januar | Thure Gustav Klinckowström          | Kanzler von Schwedisch-Pommern                                                                                        | 71    |       |
| 16. Januar | Ludwig                              | Graf von Hohenlohe-Langenburg                                                                                         | 68    |       |
| 19. Januar | Johan Agrell                        | schwedischer Komponist und Kapellmeister                                                                              | 63    |       |
| 21. Januar | Christian Braunmann Tullin          | norwegischer Dichter                                                                                                  | 36    |       |

## Februar
| Tag         | Name                         | Beruf, bekannt als                                                                                                  | Alter | Beleg |
| ----------- | ---------------------------- | --- | ----- | ----- |
| 5. Februar  | Mir Jafar                    | erster Nawab von Bengal                                                                                             |       |       |
| 9. Februar  | Elisabetta de Gambarini      | englische Komponistin, Mezzosopranistin, Organistin, Cembalistin, Pianistin, Orchester-Dirigentin und Malerin       | 34    |       |
| 9. Februar  | Gerlach Scheltinga           | niederländischer Rechtswissenschaftler                                                                              | 56    |       |
| 11. Februar | Daniel Gerdes                | deutscher reformierter Theologe                                                                                     | 66    |       |
| 12. Februar | Christoph von Steiger        | Schweizer Magistrat                                                                                                 | 70    |       |
| 15. Februar | Eberhard David Hauber        | deutscher Theologe                                                                                                  | 69    |       |
| 16. Februar | Ferdinand August Hommel      | deutscher Rechtswissenschaftler                                                                                     | 68    |       |
| 23. Februar | Nikolaus Dietrich Giseke     | deutscher Schriftsteller                                                                                            | 40    |       |
| 23. Februar | Johannes Rietmann            | Schweizer Reisläufer                                                                                                |       |       |
| 24. Februar | Theodor Trendelenburg        | deutscher evangelisch-lutherischer Theologe, Superintendent für Mecklenburg-Strelitz in Strelitz und Neubrandenburg | 69    |       |
| 25. Februar | Ernst Wilhelm von Graevenitz | preußischer Offizier und Verwaltungsbeamter                                                                         | 71    |       |

## März
| Tag      | Name                                      | Beruf, bekannt als                                                            | Alter | Beleg |
| -------- | ----------------------------------------- | ----------------------------------------------------------------------------- | ----- | ----- |
| 2. März  | Christian Albert Anton von Merle          | katholischer Priester, Weihbischof von Worms (1734–1765)                      | 71    |       |
| 3. März  | Tobias Henry Reetz                        | deutscher Architekt französischer Herkunft                                    |       |       |
| 5. März  | Johann Georg Rohrer                       | elsässischer Orgelbauer                                                       |       |       |
| 8. März  | Nikolaus Willibald von Gersdorff          | sächsisch-polnischer Gesandter, Wirklicher Geheimer Rat und Konferenzminister | 51    |       |
| 8. März  | Eitel von und zu Gilsa                    | hessischer Offizier                                                           | 64    |       |
| 11. März | Gottlob Ernst von Pannewitz               | preußischer Generalmajor, Chef des Infanterieregiments Nr. 10                 |       |       |
| 12. März | Friedrich von Kreytzen                    | preußischer Generalmajor, Chef des Infanterie-Regiments Nr. 28                |       |       |
| 13. März | Mathias Gerl                              | österreichischer Architekt und Baumeister                                     | 52    |       |
| 14. März | Franz Xaver von Hohenzollern-Hechingen    | österreichischer Feldmarschallleutnant                                        | 44    |       |
| 14. März | Johann Andreas Buttstedt                  | deutscher evangelischer Geistlicher und Hochschullehrer                       | 63    |       |
| 16. März | Johann Georg Mohte                        | Instrumentenbauer                                                             |       |       |
| 17. März | Paolo Fontana                             | italienisch-ukrainischer Architekt                                            | 68    |       |
| 18. März | Jens Krafft                               | dänischer Philosoph                                                           | 44    |       |
| 19. März | Johann Friedrich II. Göler von Ravensburg | Reichsritter                                                                  | 63    |       |
| 20. März | Paolo Antonio Rolli                       | italienischer Dichter und Librettist                                          | 77    |       |
| 23. März | Friedrich Wilhelm Quirin von Forcade      | preußischer Adliger und Offizier                                              | 66    |       |
| 26. März | Gottlob Samuel Nicolai                    | deutscher evangelischer Theologe und Philosoph                                | 39    |       |
| 28. März | Arthur Dobbs                              | irischer Entdecker und Politiker                                              | 75    |       |
| 28. März | George Friedrich von Rohwedel             | preußischer Landrat                                                           | 53    |       |
| 31. März | Constantia von Cosel                      | Mätresse Augusts des Starken                                                  | 84    |       |

## April
| Tag       | Name                                       | Beruf, bekannt als                                                                                         | Alter | Beleg |
| --------- | ------------------------------------------ | --- | ----- | ----- |
| 5. April  | Edward Young                               | englischer Dichter                                                                                         | 81    |       |
| 9. April  | Marie Luise von Hessen-Kassel              | Prinzessin von Hessen-Kassel, durch Heirat Fürstin von Nassau-Dietz und Prinzessin von Oranien             | 77    |       |
| 8. April  | Susanna Maria Preißler                     | deutsche Gemmenschneiderin                                                                                 | 63    |       |
| 14. April | Gotthard Arnold Isselhorst                 | deutscher Jurist und Bürgermeister der Hansestadt Lübeck                                                   |       |       |
| 15. April | Michail Wassiljewitsch Lomonossow          | russischer Universalgelehrter, Schriftsteller, Sprachwissenschaftler und Historiker, Chemiker und Astronom | 53    |       |
| 15. April | Friedrich Joachim Schnobel                 | deutscher evangelisch-lutherischer Geistlicher, Hauptpastor der Lübecker Marienkirche und Herausgeber      | 46    |       |
| 18. April | Joachim Christian Friedrich von Itzenplitz | preußischer Generalmajor, Chef des Garnisonsregiments Nr. 7, Erbherr auf Jerchel                           | 59    |       |
| 26. April | Johann Michael Zink                        | deutscher Maler des Barocks                                                                                | 70    |       |

## Mai
| Tag     | Name                                   | Beruf, bekannt als                                                               | Alter | Beleg |
| ------- | -------------------------------------- | -------------------------------------------------------------------------------- | ----- | ----- |
| 1. Mai  | Franz Neumayr                          | deutscher katholischer Theologe, Jesuit, Prediger, Dramatiker und Schriftsteller | 68    |       |
| 4. Mai  | Heinrich Sigismund von der Heyde       | deutscher Offizier und Festungskommandant                                        |       |       |
| 5. Mai  | August Friedrich Graun                 | deutscher Kantor und Komponist                                                   |       |       |
| 5. Mai  | Eberhard Ruedorffer                    | katholischer Theologe, Hochschullehrer und Benediktinerpater                     | 64    |       |
| 6. Mai  | Marie-Louise de Thimbrune de Valence   | Äbtissin der königlichen Abtei Fontevraud                                        |       |       |
| 10. Mai | James Halyburton                       | schottischer Politiker, Mitglied des House of Commons                            |       |       |
| 11. Mai | George Wilhelm von Reibnitz            | preußischer Landrat                                                              | 67    |       |
| 14. Mai | Georg Leopold Hoyer                    | deutscher Jurist                                                                 | 61    |       |
| 16. Mai | Johann Adam Delsenbach                 | Kupferstecher                                                                    | 77    |       |
| 17. Mai | Alexis-Claude Clairaut                 | französischer Mathematiker und Physiker                                          | 52    |       |
| 18. Mai | Viktor II. Friedrich                   | Fürst von Anhalt-Bernburg                                                        | 64    |       |
| 21. Mai | Samuel Friedrich Bucher                | deutscher Altertumsforscher, Philologe und Pädagoge                              | 72    |       |
| 31. Mai | Anselm Franz von Ritter zu Groenesteyn | deutscher Architekt und kurmainzischer Hofbeamter                                | 72    |       |
| Mai     | José de Orejón y Aparicio              | peruanischer Komponist                                                           |       |       |

## Juni
| Tag      | Name                                | Beruf, bekannt als                                       | Alter | Beleg |
| -------- | ----------------------------------- | -------------------------------------------------------- | ----- | ----- |
| 6. Juni  | Isaak Gottfried Gödtke              | deutscher Verwaltungsbeamter und Chronist                | 73    |       |
| 7. Juni  | Georg Friedrich von Steinberg       | hannoverischer Minister; Geheimrat und Gesandter in Wien | 37    |       |
| 9. Juni  | Justus Georg Chladni                | deutscher Rechtswissenschaftler                          | 63    |       |
| 12. Juni | Oswald von Hohenzollern-Sigmaringen | Domherr in Köln                                          | 49    |       |
| 18. Juni | Ferenc Barkóczy                     | römisch-katholischer Erzbischof von Gran                 | 54    |       |
| 18. Juni | Johann Brandanus Engelbrecht        | deutscher Jurist und Hochschullehrer                     | 48    |       |
| 19. Juni | Johann Christoph Rost               | deutscher Dichter                                        | 48    |       |

## Juli
| Tag      | Name                  | Beruf, bekannt als                      | Alter | Beleg |
| -------- | --------------------- | --------------------------------------- | ----- | ----- |
| 2. Juli  | Georg Anton Boxberger | deutscher Apotheker                     | 86    |       |
| 6. Juli  | Ferdinand Zellbell    | schwedischer Organist und Komponist     | 76    |       |
| 9. Juli  | Caspar König          | deutscher Orgelbauer                    | 89    |       |
| 10. Juli | Lucas Auger           | französischer Kupferstecher, Maler      |       |       |
| 14. Juli | Christian Schiffert   | deutscher Pädagoge                      | 75    |       |
| 15. Juli | Charles André van Loo | Maler des französischen Rokoko          | 60    |       |
| 18. Juli | Philipp               | Herzog von Parma                        | 45    |       |
| 22. Juli | Carl Alexander Clerck | schwedischer Entomologe und Arachnologe |       |       |
| 25. Juli | Christian Hanack      | deutscher Rechtswissenschaftler         | 73    |       |

## August
| Tag        | Name                            | Beruf, bekannt als                                                                           | Alter | Beleg |
| ---------- | ------------------------------- | -------------------------------------------------------------------------------------------- | ----- | ----- |
| 5. August  | Christophorus Anton Krafft      | Syndikus der Stadt Ehingen und Landesdeputierter der schwäbisch-österreichischen Landstände  | 71    |       |
| 7. August  | Ludwig Grona                    | Abt des Klosters Grafschaft                                                                  | 65    |       |
| 11. August | Johann Georg Gigl               | Schweizer Stuckateur der Wessobrunner Schule                                                 |       |       |
| 15. August | Balthasar Augustin Albrecht     | Münchener Hofmaler                                                                           | 78    |       |
| 16. August | Tharsander                      | evangelischer Pfarrer                                                                        | 72    |       |
| 17. August | Reinhard Adrian von Hochstetten | Ritter des Deutschen Ordens                                                                  | 65    |       |
| 18. August | Jean-Joseph Balechou            | französischer Kupferstecher                                                                  | 50    |       |
| 18. August | Franz I. Stephan                | Herzog von Lothringen und Bar, Großherzog der Toskana, Kaiser des Heiligen Römischen Reiches | 56    |       |
| 18. August | Johann Joachim Lange            | deutscher Mathematiker, Dichter und Mineraloge                                               |       |       |
| 19. August | Axel Frederic Cronstedt         | schwedischer Chemiker                                                                        | 42    |       |
| 20. August | Herbert Mackworth               | britischer Industrieller und Politiker                                                       | 77    |       |
| 20. August | Johann Karl von Rebentisch      | preußischer Generalmajor und portugiesischer Generalleutnant                                 |       |       |
| 26. August | Johann Heinrich Scheibler       | deutscher Tuchfabrikant und Erbauer des Roten Hauses in Monschau                             | 59    |       |
| 30. August | Friedrich Wilhelm von Haugwitz  | böhmisch-österreichischer Staatsmann und Verwaltungsbeamter                                  | 62    |       |
| 30. August | Johann Karl Partini von Neuhof  | Österreichischer General                                                                     | 58    |       |
| 31. August | Johann Balthasar Antesperg      | österreichischer Gelehrter und Schriftsteller                                                |       |       |
| August     | Johann Friedrich von Benkendorf | königlich-preußischer Oberstleutnant und Kommandeur eines Grenadierbataillons                | 48    |       |

## September
| Tag           | Name                                  | Beruf, bekannt als                      | Alter | Beleg |
| ------------- | ------------------------------------- | --------------------------------------- | ----- | ----- |
| 1. September  | Johann Georg Schmidt                  | österreichischer Barockmaler            |       |       |
| 2. September  | Henri Bouquet                         | Schweizer Söldner                       |       |       |
| 5. September  | Anne-Claude-Philippe, Comte de Caylus | französischer Antiquar und Sammler      | 72    |       |
| 5. September  | Johann Christian Fiedler              | deutscher Maler                         | 67    |       |
| 10. September | Jacob Gilles                          | holländischer Ratspensionär (1746–1749) |       |       |
| 12. September | Johannes Ernst                        | Schweizer evangelischer Geistlicher     | 81    |       |
| 17. September | Just Ignaz Imfeld                     | Obwaldner Landammann                    | 74    |       |
| 21. September | Johann Martin Gumpp der Jüngere       | Architekt                               | 79    |       |
| 26. September | Jean-Baptiste Bénard de La Harpe      | französischer Kolonist und Entdecker    |       |       |

## Oktober
| Tag         | Name                                  | Beruf, bekannt als                                                                                         | Alter | Beleg |
| ----------- | ------------------------------------- | --- | ----- | ----- |
| 1. Oktober  | Johann Evangelist Hölzl               | deutscher Maler des Rokoko                                                                                 | 49    |       |
| 9. Oktober  | Franz Karl Ludwig von Wied zu Neuwied | Adeliger, preußischer Generalleutnant, Träger des Schwarzen Adlerordens und Chef eines Füsilier-Regiments. | 54    |       |
| 14. Oktober | Alexander David                       | deutscher Kammerrat jüdischer Herkunft                                                                     | 78    |       |
| 16. Oktober | Leonard Leopold Maldoner              | vorderösterreichisch-deutscher und Schweizer Archivar und Historiker                                       | 71    |       |
| 19. Oktober | Amalie Sophie von Wallmoden           | Mätresse von König Georg II. von Großbritannien, Countess of Yarmouth                                      | 61    |       |
| 21. Oktober | Giovanni Paolo Pannini                | italienischer Maler und Architekt                                                                          | 74    |       |
| 23. Oktober | Christian Friedrich Feldmann          | preußischer Architekt                                                                                      |       |       |
| 26. Oktober | Ludwig Batthyány                      | ungarischer Hofkanzler und Palatin                                                                         | 69    |       |
| 26. Oktober | Gustav Albrecht von Schlabrendorf     | königlich preußischer Generalmajor, Chef des Kürassier-Regiments Nr. 1                                     | 61    |       |
| 28. Oktober | Martin Speer                          | Maler der Barock- bzw. Rokokozeit                                                                          |       |       |
| 31. Oktober | Werner Heinrich von Kleist            | königlich preußischer Generalmajor                                                                         | 62    |       |
| 31. Oktober | Olivio Sozzi                          | italienischer Maler                                                                                        | 75    |       |
| 31. Oktober | William Augustus, Duke of Cumberland  | britischer Heerführer                                                                                      | 44    |       |

## November
| Tag          | Name                                                      | Beruf, bekannt als | Alter | Beleg |
| ------------ | --------------------------------------------------------- | --- | ----- | ----- |
| 2. November  | Johann Friedrich Meyer                                    | deutscher Chemiker und Apotheker                                                                                                   | 60    |       |
| 6. November  | Melchior Philipp Hartmann                                 | deutscher Mediziner | 80    |       |
| 9. November  | Josip Kazimir Drašković von Trakošćan                     | österreichischer General | 51    |       |
| 10. November | Busso Christian von Blanckensee                           | preußischer Oberst, Chef des Garnisonsregiments Nr. 10                                                                             |       |       |
| 10. November | Ernst Ludwig von Kannacher                                | preußischer Generalmajor, Chef des Infanterie-Regiments Nr. 30, Drost von Goch und Sennep, Amtshauptmann von Ruppin und Fehrbellin |       |       |
| 15. November | Sophie Dorothea Marie von Preußen                         | Schwester Friedrichs des Großen, durch Heirat Markgräfin von Brandenburg-Schwedt                                                   | 46    |       |
| 15. November | Friedrich Gotthard Hartwig von Tschirschky und Bögendorff | preußischer Landrat | 48    |       |
| 19. November | Johann Martin Boltzius                                    | deutscher lutherischer Pfarrer in Georgia                                                                                          | 61    |       |
| 20. November | Johann Sebastian Kobe von Koppenfels                      | Jurist und Wirklicher Geheimer Rat in Sachsen-Hildburghausen                                                                       | 66    |       |
| 26. November | François-Armand Huguet                                    | französischer Schauspieler | 66    |       |
| 28. November | Dionísio Gonçalves Rebelo Galvão                          | Gouverneur von Portugiesisch-Timor                                                                                                 |       |       |
| 29. November | Antoine-Joseph Dezallier d’Argenville                     | französischer Gelehrter, Naturhistoriker, Theoretiker des Gartenbaus                                                               | 85    |       |
| 29. November | Anselmo Lurago                                            | italienischer Baumeister |       |       |

## Dezember
| Tag          | Name                                              | Beruf, bekannt als                                                    | Alter | Beleg |
| ------------ | ------------------------------------------------- | --------------------------------------------------------------------- | ----- | ----- |
| 6. Dezember  | Michael Friedrich Unruh                           | deutscher Lehrer und evangelischer Geistlicher                        | 51    |       |
| 12. Dezember | Anton Richter                                     | österreichischer Orgelbauer                                           | 77    |       |
| 13. Dezember | Louis François Anne de Neufville, duc de Villeroy | Gouverneur von Lyon                                                   | 70    |       |
| 14. Dezember | Johann Peter Benkert                              | deutscher Hofbildhauer zu Bamberg                                     | 56    |       |
| 14. Dezember | Axel Erik Roos                                    | schwedischer Soldat und Politiker                                     | 81    |       |
| 17. Dezember | Conrad Friedrich Hurlebusch                       | deutscher Komponist des Barock                                        |       |       |
| 20. Dezember | Louis Ferdinand de Bourbon, dauphin de Viennois   | Dauphin von Frankreich                                                | 36    |       |
| 20. Dezember | Maria Flint                                       | deutsche Kindesmörderin                                               |       |       |
| 21. Dezember | Andreas Mitterreither                             | österreichischer Orgelbauer                                           | ≈77   |       |
| 21. Dezember | Gottfried Joseph von Raesfeld                     | deutscher Staatsmann, kurkölnischer Großkanzler und Konferenzminister | 59    |       |
| 21. Dezember | Josef Stammel                                     | österreichischer Bildhauer                                            |       |       |
| 25. Dezember | Prokop Diviš                                      | tschechischer Priester, Gelehrter und Erfinder                        | 67    |       |
| 29. Dezember | Friedrich Wilhelm, Prinz von Großbritannien       | britischer Prinz                                                      | 15    |       |
| Dezember     | Abraham Kyburz                                    | Schweizer evangelischer Geistlicher                                   | 65    |       |

## Datum unbekannt
| Tag | Name                                 | Beruf, bekannt als                                                                               | Alter | Beleg |
| --- | ------------------------------------ | ------------------------------------------------------------------------------------------------ | ----- | ----- |
|     | Didier-François d’Arclais de Montamy | französischer Staatsbeamter, Naturgelehrter und Enzyklopädist                                    |       |       |
|     | Isaak Behrens                        | deutscher Hofjude                                                                                |       |       |
|     | Rudolf Anton von Buol-Schauenstein   | Schweizer Adeliger                                                                               |       |       |
|     | August Johann Buxtorf                | Schweizer reformierter Theologe, Historiker und Autor                                            |       |       |
|     | Johann Lorenz Gasser                 | österreichischer Anatom                                                                          |       |       |
|     | John Hebden                          | englischer Komponist und Cellist                                                                 |       |       |
|     | Georg Friedrich von Kleist           | preußischer Generalleutnant                                                                      |       |       |
|     | Samuel Klingenstierna                | schwedischer Physiker und Mathematiker                                                           |       |       |
|     | Johann Luidl                         | bayerischer Barockbildhauer                                                                      |       |       |
|     | Georg Friedrich Majer                | württembergischer Baumeister                                                                     | 70    |       |
|     | Muhammad ibn Saud                    | Imam der Wahhabiten (1735–1765)                                                                  |       |       |
|     | Johann von Oppeln-Bronikowski        | schwedischer und polnischer Offizier, preußischer Generalmajor, Träger des Ordens Pour le Mérite |       |       |
|     | John Parker                          | britischer Historien- und Porträtmaler                                                           |       |       |
|     | August von Parsenow                  | Landrat des Anklamschen Kreises in Pommern                                                       |       |       |
|     | Giovanni Pompeo Piccolomini          | Herzog von Amalfi und Graf von Celano sowie Herr der ostböhmischen Herrschaft Náchod             |       |       |
|     | Richard Pococke                      | englischer Reiseschriftsteller, anglikanischer Bischof                                           |       |       |
|     | Manuel Joseph de Quirós              | guatemaltekischer Komponist und Kapellmeister                                                    |       |       |
|     | Anna Maria Theresia von der Recke    | adelige Montanunternehmerin                                                                      |       |       |
|     | Sergei Wassiljewitsch Saltykow       | russischer Adliger, Liebhaber der späteren Zarin Katharinas II.                                  |       |       |
|     | Konrad Wilhelm Strecker              | deutscher Jurist                                                                                 |       |       |
|     | William Stukeley                     | englischer Antiquar                                                                              |       |       |
|     | Isaak Tirion                         | niederländischer Buchhändler und Verleger                                                        |       |       |
|     | Johann Georg Ullmann                 | deutscher Bergmeister                                                                            |       |       |
|     | Johann Salomon Wahl                  | Hofmaler bei Christian VI.                                                                       |       |       |
|     | Johann Wilhelm Windter               | deutscher Kupferstecher und Zeichner                                                             |       |       |